# Sanjō Sanetomi
En aquest nom japonès, el cognom és Sanjō.
El Príncep Sanjō Sanetomi (三条実美, Kyoto, 13 de març de 1837 - 28 de febrer de 1891) va ser un kuge (noble de la Cort Imperial de Kyoto) i estadista japonès durant la Restauració Meiji. Va ocupar càrrecs d'alt rang en el govern Meiji.
Era fill del Naidaijin Sanjō Sanetsumu. Va tenir importants llocs en la Cort i va esdevenir la figura central del moviment xenofòbic i antishogunal sonnō jōi ("Reverenciar l'Emperador, expulsar el bàrbar").
Amb el cop d'estat del 30 de setembre de 1863, les faccions moderades d'Aizu i Satsuma van prendre el poder a la Cort i Sanetomi va fugir a Chōshū. Va tornar a Kyoto després de la renúncia del Shogun Tokugawa Yoshinobu i del desmantellament del Shogunat Tokugawa a 1867.
Les primeres estructures administratives (Sanshoku) del govern Meiji van ser establertes el 3 de gener de 1868: foren el Sosai (President), Gijō (Administració) i San'yo (Oficina de Consellers). Aquestes estructures van ser eliminades l'11 de juny del mateix any, amb l'establiment del Daijō-kan (Gran Consell d'Estat). En el nou govern Meiji, Sanetomi va ser cap del Gijō, Udaijin (Ministre de la Dreta, 11 juny 1868 - 15 d'agost de 1871), i Daijō Daijin (Canceller del Regne, 15 d'agost de 1871 - 22 de desembre de 1885).
Va ser condecorat amb el Gran Cordó de la Suprema Orde del Crisantem el 1882. El 7 de juliol de 1884, va ser enaltit al títol de kōshaku (príncep) sota el sistema de noblesa japonès (kazoku).
Va treballar fins a l'abolició del sistema Daijō-kan a finals del 1885. Quan es va establir el sistema de Gabinet, es va convertir en Senyor Guardià del Segell Privat del Japó, i en 1889, quan Kuroda Kiyotaka i el seu gabinet van renunciar en massa, va assumir el càrrec de Primer Ministre interí.
L'any 1890 va prendre possessió del seu escó a la Cambra dels Pars del Japó, establerta per la nova constitució Meiji. A la seua mort l'any 1891, se li va fer un funeral d'estat. Reposa al cementeri del temple Gokoku-ji, a Bunkyō, Tòquio.

## Condecoracions
- Gran Cordó de l'Orde del Sol Naixent (29 de desembre de 1876)
- Gran Cordó de l'Orde del Crisantem (11 d'abril de 1882)
- Medalla d'Argent amb galó groc (21 de febrer de 1889)